# Curt Leskanic
Curt Leskanic (2 de abril de 1968) é um ex-jogador profissional de beisebol norte-americano.

## Carreira
Curt Leskanic foi campeão da World Series 2002 jogando pelo Anaheim Angels. Na série de partidas decisiva, sua equipe venceu o San Francisco Giants por 4 jogos a 3.